# Wiktor Każyński
Wiktor Każyński, rus: Виктор Матвеевич Кажинский, Víktor Matvéievitx Kajinski (Vilnius, Lituania, 18 de febrer de 1812 - Sant Petersburg, 6 de març de 1870) fou un compositor russo-polonès del Romanticisme.
Fou deixeble d'Elsner a Varsòvia, i després d'haver fet un llarg viatge per Alemanya, se'l nomenà director d'orquestra del teatre Alexandre de Sant Petersburg.
A més de les òperes, Tenella (Vílnius, 1840); El jueu errant (Varsòvia, 1842) i Home i dona (Sant Petersburg, 1848), va compondre la música per nombroses obres del repertori d'aquest teatre, així com cantates, cors, marxes, danses, lieders i un gran nombre de transcripcions de melodies russes per a piano i orquestra.
També publicà: Notes preses en el curs d'un viatge d'estudis a través d'Alemanya (Sant Petersburg, 1851 i Història de l'òpera italiana (1851).